# Bartolomé (nombre)
Bartolomé es un nombre propio masculino de origen hebreo en su variante en español. Bartolomé fue uno de los apóstoles de Jesús.

## Etimología
El nombre Bartolomé (en griego Βαρθολομαίος) procede del patronímico arameo bar-Tôlmay, "hijo de Tôlmay" o "hijo de Ptolomeo".

## Santoral
24 de agosto: San Bartolomé, apóstol.

## Variantes
- Femenino: Bartolina, Bartolomea
- Diminutivo: Tomé,Bartolo,Barto, Bartolomeo

### Variantes en otros idiomas
| Variantes en otras lenguas | Variantes en otras lenguas    |
| -------------------------- | ----------------------------- |
| Español                    | Bartolomé                     |
| Alemán                     | Bartholomäus                  |
| Árabe                      | برثولماوس (Barthwlmaws)       |
| Aragonés                   | Bertolomeu                    |
| Armenio                    | Բարդուղիմեոս (Bartoghimeos)   |
| Asturiano                  | Bartolomé                     |
| Bretón                     | Bertelame                     |
| Catalán                    | Bartomeu                      |
| Checo                      | Bartoloměj                    |
| Corso                      | Bartulumeu                    |
| Danés                      | Bartolomæus                   |
| Eslovaco                   | Bartolomej                    |
| Esperanto                  | Bartolomeo                    |
| Estonio                    | Bartolomeus                   |
| Etíope                     | Bārtālomēwos                  |
| Euskera                    | Bartoloma                     |
| Finés                      | Bartolomeus, Perttu, Pärttyli |
| Francés                    | Barthélemy                    |
| Gallego                    | Bertomeu                      |
| Griego                     | Βαρθολομαίος (Bartholomaios)  |
| Hebreo                     | ברתולומאוס (Bartwlwmaws)      |
| Húngaro                    | Bertalan                      |
| Inglés                     | Bartholomew                   |
| Irlandés                   | Bairtliméad                   |
| Islandés                   | Bartólómeus                   |
| Italiano                   | Bartolomeo                    |
| Latín                      | Bartholomaeus                 |
| Letón                      | Bartolomejs                   |
| Lituano                    | Baltramiejus                  |
| Maltés                     | Bartoloméw, Bartilméw         |
| Neerlandés                 | Bartolomeüs                   |
| Noruego                    | Bartolomeus                   |
| Polaco                     | Bartłomiej, Bartosz           |
| Portugués                  | Bartolomeu                    |
| Rumano                     | Bartolomeu                    |
| Ruso                       | Варфоломей (Varfolomej)       |
| Sardo                      | Bartumèu                      |
| Serbio                     | Вартоломеј (Bartolomej)       |
| Sueco                      | Bartolomeus                   |
| Tigriña                    | በርተሎሜዎስ (Bertelomewos)        |
| Ucraniano                  | Варфоломій (Varfolomij)       |
| Véneto                     | Bortoło                       |

## Personajes célebres

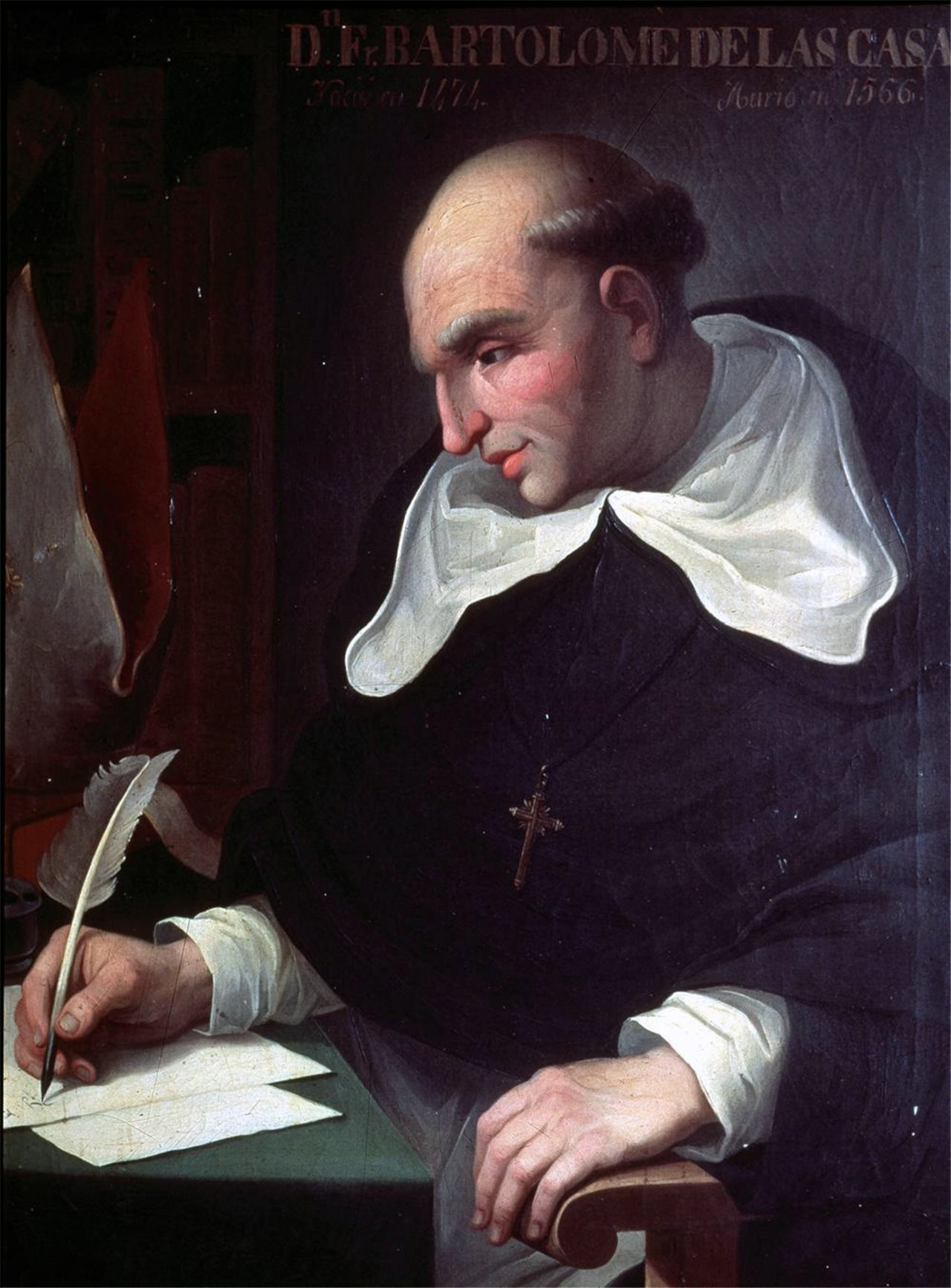
Bartolomé de las Casas.

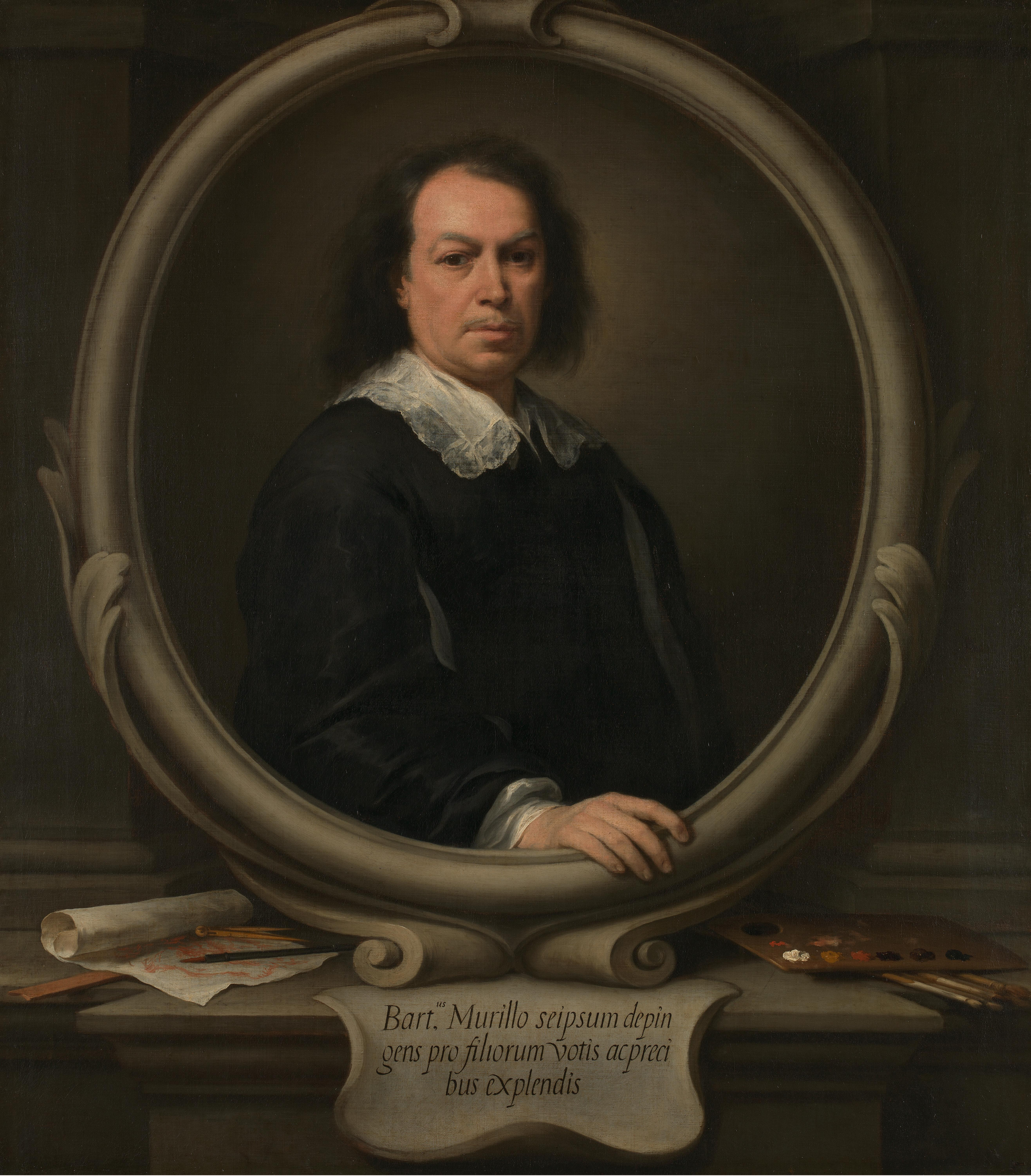
Bartolomé Esteban Murillo.

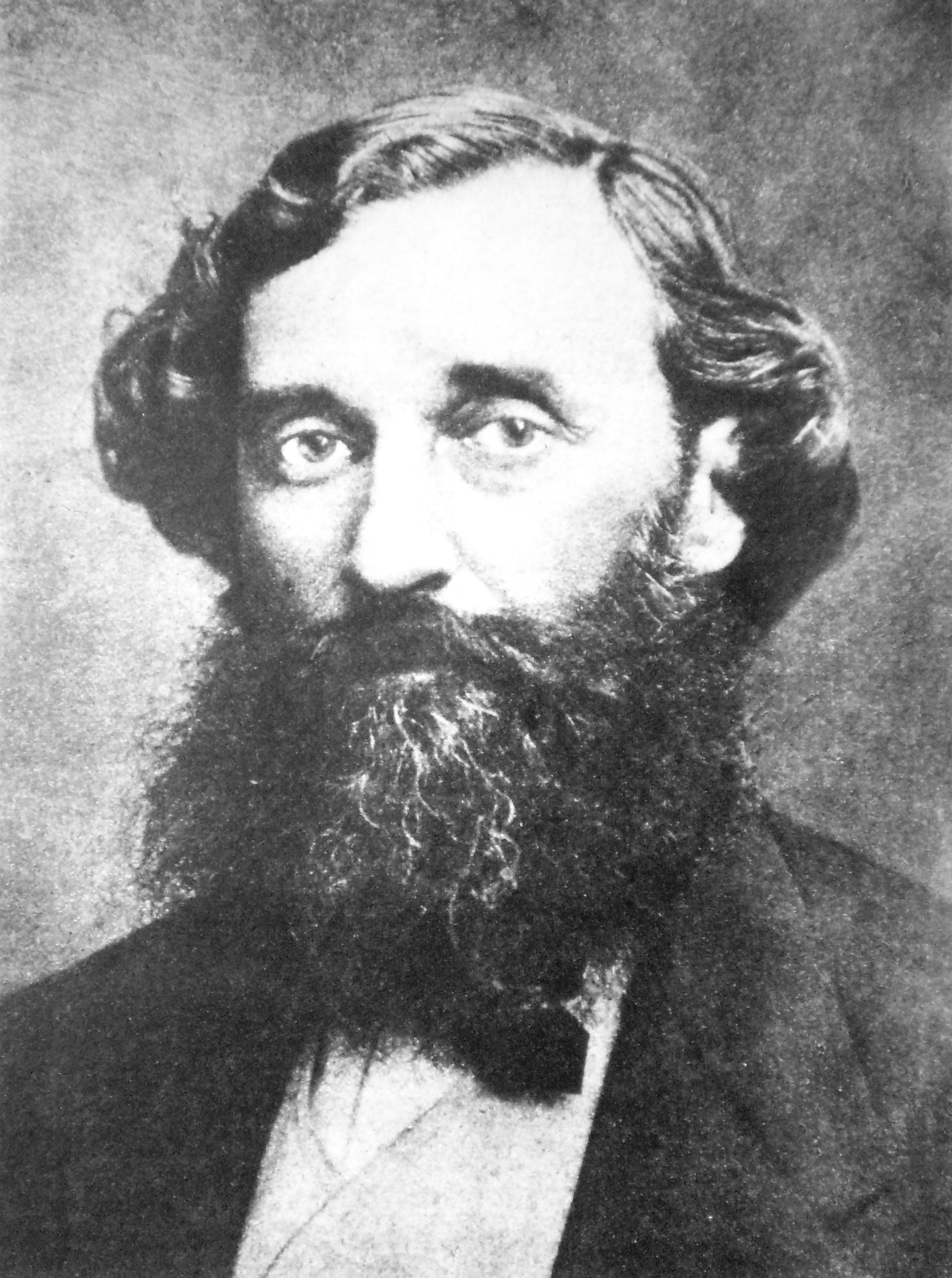
Bartolomé Mitre.

### Santos
- San Bartolomé, apóstol, festejado el 24 de agosto.
- San Bartolomé Albano Roe, mártir, conmemorado el 21 de enero.
- San Bartolomé de Vir, obispo cisterciense en Laon, celebrado el 26 de junio.
- San Bartolomé de Durham , eremita benedictino, celebrado el 24 de junio.
- San Bartolomé de Simeri, eremita, fundador y abad, festejado el 19 de agosto.
- San Bartolomé el joven, abad de Rossano Calabro, conmemorado el 11 de noviembre.
- Santa Bartolomea Capitanio, fundadora de la congregación de las Hermanas de María Niña, celebrada el 26 de julio.

### Otras personalidades
- Barthélemy Charles Joseph Dumortier, político, briólogo, y botánico belga.
- Barthélemy Prosper Enfantin, reformador social francés.
- Bartholomew Roberts, pirata inglés.
- Bartholomew Yong, hispanista inglés.
- Bartolomé I, Patriarca de Constantinopla.
- Bartolomé Bennassar, historiador e hispanista francés.
- Bartolomé Bermejo, pintor español.
- Bartolomé Blanche, presidente de Chile en 1932.
- Bartolomé Calvo, político, tipógrafo, abogado y periodista colombiano, presidente de Colombia del 1 de abril al 18 de junio de 1861.
- Bartolomé Colón, navegante y cartógrafo español.
- Bartolomé de Carranza, eclesiástico y teólogo español.
- Bartolomé de las Casas, fraile dominico, cronista, teólogo, filósofo y jurista español.
- Bartolomé Díaz, navegante portugués.
- Bartolomé Esteban Murillo, pintor español.
- Bartolomé Ferrelo, marino y conquistador español.
- Bartolomé D. Gallardo, militar y explorador chileno de la época colonial.
- Bartolomé Hidalgo, escritor uruguayo.
- Bartolomé Hurtado, maestro de obras y arquitecto español.
- Bartolomé Leonardo de Argensola, poeta e historiador español del Siglo de Oro.
- Bartolomé Masó, militar cubano.
- Bartolomé Mitre, político, militar, historiador, hombre de letras, estadista y periodista argentino, presidente de Argentina entre 1862 y 1868.
- Bartolomé Ordóñez, escultor renacentista español.
- Bartolomé Ros, fotógrafo español.
- Bartolomé Salom, militar venezolano.
- Bartolomé Torres Naharro, dramaturgo, poeta y teórico del teatro español.
- Bartolomé Vivar, militar chileno.
- Bartolomeo Ammannati, arquitecto y escultor italiano.
- Bartolomeo Arese, político italiano.
- Bartolomeo Carduccio, pintor italiano.
- Bartolomeo Colleoni, mercenario italiano.
- Bartolomeo Cristofori, constructor de instrumentos musicales italiano.
- Bartolomeo Eustachio, anatomista y médico italiano.
- Bartolomeo Manfredi, pintor italiano.
- Bartolomeo Passerotti, pintor italiano.
- Bartolomeo Tromboncino, compositor italiano.
- Bartolomeu Lourenço de Gusmão, inventor y sacerdote jesuita brasileño.
- Bartomeu Robert, médico y político catalanista español.
- Bartomeu Rosselló-Pòrcel, poeta español.
- Fray Bartolomeo, pintor italiano.
- Bart Simpson (Bartholomew J. Simpson), personaje ficticio de Los Simpsons.
- Bart Hernández (Bartolomé Hernández), director de documentales y cine tinerfeño.